# NGC 81

NGC 81

NGC 81 هو مجرة محدبة تقدر بنحو 270 مليون سنة ضوئية وتقع في كوكبة المرأة الملسلسة.